# 허명회 (기업인)
허명회(許明會, 1931년 8월 5일 ~ )는 대한민국의 기업인으로, KD운송그룹의 명예회장이다.

## 학력
- 초월초등학교 졸업
- 신흥대학 (현. 경희대학교) 3학년 중퇴
- 고려대학교 경영대학원

## 경력
- 1961년 : 경기여객 임시직 사원으로 입사
- 1961년 : 경기여객 주임 (계장)
- 1962년 : 경기여객 과장
- 1962년 : 경기여객 숭인동 영업소장
- 1967년 : 경기여객 차주
- 1969년 : 경기여객 영업상무
- 1971년 : 12월 25일, 대원여객 창업
- 1978년 : 경기여객 경영난으로 회사인수, 10월 사장 취임
- 1984년 : 남일여객 인수 (166대), 대원고속 출범 (579대)
- 1978년 ~ 2024년 : KD운송그룹 회장
- 2024년 ~ : KD운송그룹 명예회장